# Gylet (Osby socken, Skåne, 625306-139243)
Gylet är en sjö i Osby kommun i Skåne och ingår i Helge ås huvudavrinningsområde.